# Michael Wilder
Michael Wilder (nascut el 17 d'agost de 1962), és un jugador d'escacs estatunidenc, actualment retirat de la competició internacional, que té el títol de Gran Mestre des de 1988. Està graduat en dret per la Universitat de Michigan.
Va guanyar el Campionat dels Estats Units el 1988. En aquest campionat, també empatà al tercer lloc el 1987. Un altre resultat destacabale fou el seu primer lloc empatat al torneig obert de Londres de 1987.
En Wilder està retirat dels escacs de competició des de les darreries dels anys 1980, en què va decidir dedicar-se professionalment a l'advocacia. El març de 2007, el seu Elo era de 2540, i el seu Elo de la USCF, que no ha canviat des de desembre de 1994, és de 2601.